# Juraszowa
Juraszowa (deutsch Jörgenau) ist eine Ortschaft mit einem Schulzenamt der Gemeinde Podegrodzie im Powiat Nowosądecki der Woiwodschaft Kleinpolen, Polen.

## Geographie
Der Ort liegt in den Inselbeskiden (Beskid Wyspowy).
Das Dorf hat eine Fläche von 144 ha (2,2 % der Landgemeinde).
Die Nachbarorte sind Podegrodzie im Osten, Naszacowice im Süden, Rogi im Westen.

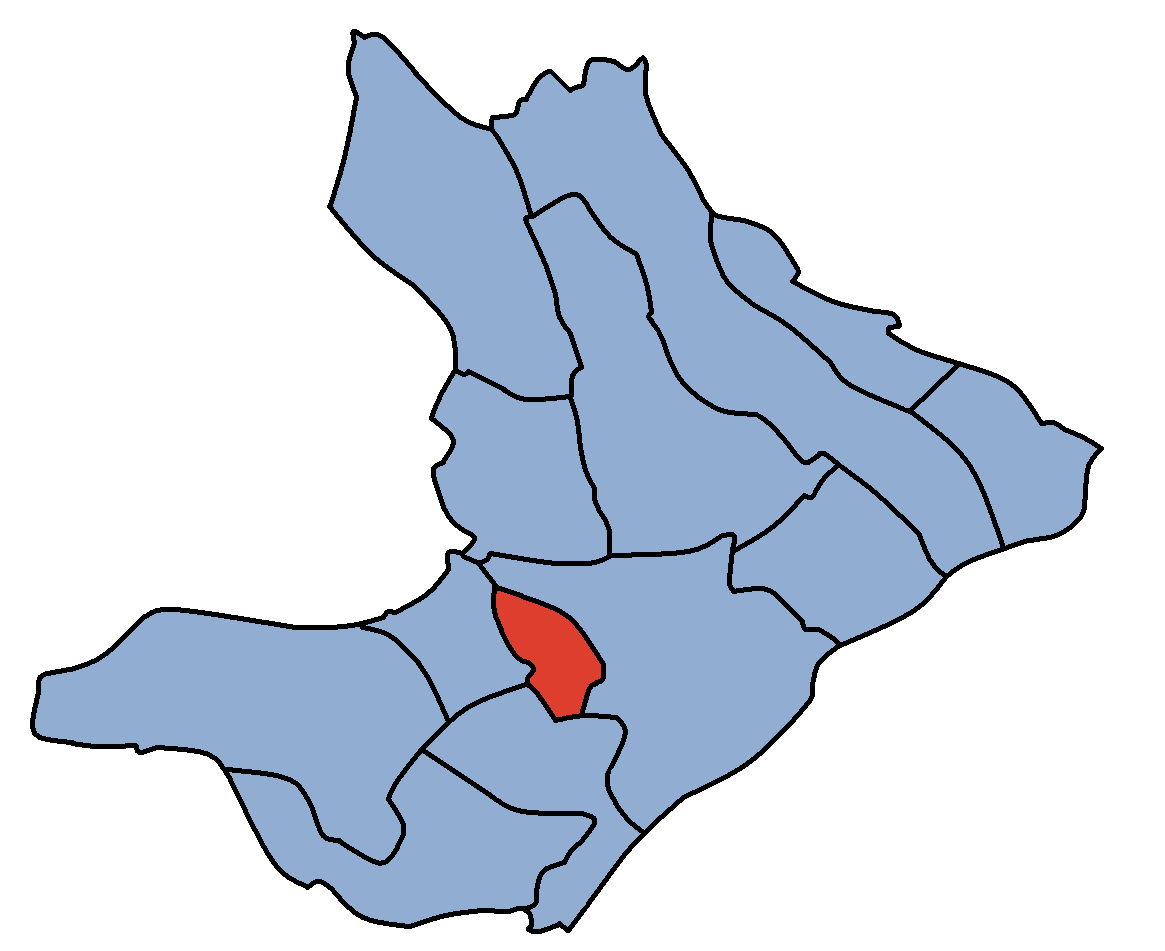
Das Dorf in der Gemeinde

## Geschichte
Der Ort wurde im Jahre 1427 als Iuraschowa erstmals urkundlich erwähnt. Der Name ist abgeleitet vom Vornamen Jurasz.
Nach der Ersten Teilung Polens kam Juraszowa zum neuen Königreich Galizien und Lodomerien des habsburgischen Kaiserreichs (ab 1804).
Im Zuge der Josephinischen Kolonisation wurden dort deutsche Kolonisten angesiedelt. Die Protestanten gehörten zur Pfarrgemeinde in Stadła. Bis Ende des 19. Jahrhunderts wurden die Nachgeborenen der Kolonisten polonisiert. Im Jahre 1900 hatte das Dorf 188 Einwohner, davon alle polnischsprachig, 157 römisch-katholisch, 31 anderer Glaube (überwiegend evangelisch).
1918, nach dem Ende des Ersten Weltkriegs und dem Zusammenbruch der k.u.k. Monarchie, kam Juraszowa zu Polen. Unterbrochen wurde dies durch die Besetzung Polens durch die Wehrmacht im Zweiten Weltkrieg, während der es zum  Generalgouvernement gehörte.
Von 1975 bis 1998 gehörte Juraszowa zur Woiwodschaft Nowy Sącz.

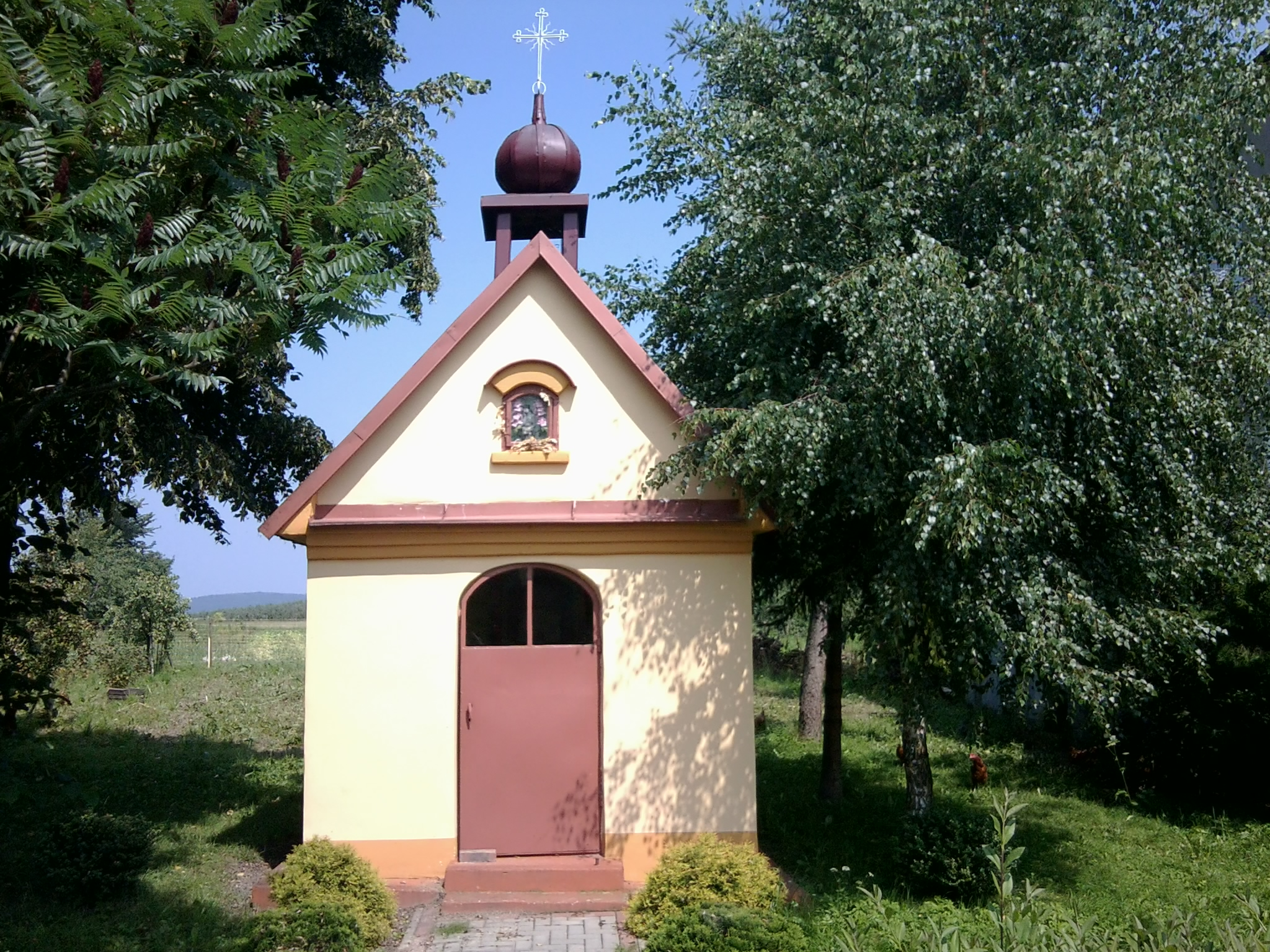
Kapelle
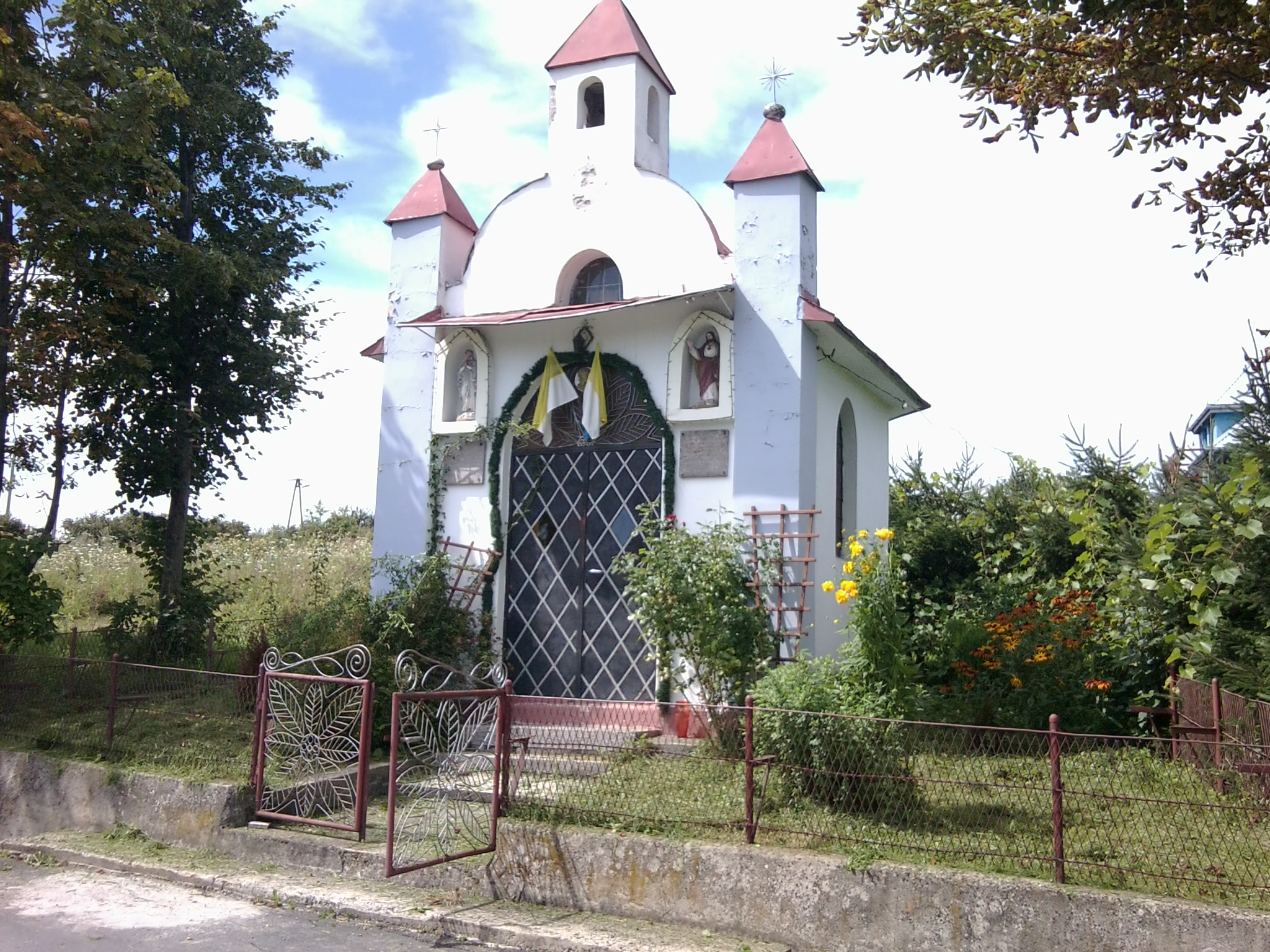
Kapelle